# Lübeck
Lübeck (dansko Lybæk; uradno poim. Hanzeatsko mesto Lübeck, staro slovensko poimenovanje Lubek) je drugo največje mesto v severnonemški zvezni deželi Schleswig-Holstein, univerzitetno mesto in eno večjih nemških pristanišč. Vrsto let je bilo glavno mesto Hanseatske zveze (imenovano tudi »Kraljica Hanse«), zaradi obsežnega arhitekturnega gotskega izročila pa je na Unescovem seznamu svetovne kulturne dediščine. Leta 2016 je v mestu živelo 217.000 prebivalcev. Mesto leži ob reki Trave in predstavlja največje nemško pristanišče ob Baltiku. Stari del mesta je otok, ki ga obkroža reka Trave. Njegova registrska oznaka za vozila je HL.

## Zgodovina
Ljudje so se naselili na območju po zadnji ledeni dobi, končani okoli leta 9700 pr. n. št.. Tu je nekaj neolitskih dolmenov.
Okoli leta 700 so se slovanski narodi začeli seliti v vzhodne dele Holsteina, območje, ki so ga predhodno naseljevali germanski prebivalci, ki so se premaknili v dobi preseljevanja ljudstev. Karel Veliki (sveti rimski cesar med letoma 800-814), čigar prizadevanju za pokristjanjevanje so nasprotovali germanski Sasi, je izselil mnoge Sase in pripeljal Polabske Slovane. Liubice (ime kraja pomeni 'ljubek') je bilo ustanovljeno na bregovih reke Trave približno štiri kilometre severno od sedanjega mestnega središča Lübecka. V 10. stoletju je kraj postal najpomembnejše naselje Obotritske konfederacije, zgrajen je bil grad. Leta 1128 so poganski Rani iz Rügena uničili Liubice.
Leta 1143 je Adolf II., grof Schauenburg in Holstein ustanovil sodobno mesto kot nemško naselje na rečnem otoku Bucu. Zgradil je nov grad, ki ga je prvič omenjal kronik Helmold, kot da je obstajal že leta 1147. Adolf je moral grad odstopiti saškemu vojvodi Henriku Levu leta 1158. Po Henrikovem padcu leta 1181 je mesto za osem let postalo svobodno cesarsko mesto. Cesar Friderik I. Barbarossa (vladal med 1152—1190) je določil, da mora mesto imeti vladajoči svet dvajset članov. Svet, v katerem so prevladovali trgovci, so pragmatični trgovinski interesi oblikovali politiko še stoletja. Svet je preživel do 19. stoletja. Mesto in grad sta kasneje spremenila lastništvo in do leta 1192 postala del Saške vojvodine, do leta 1217 grofije Holstein in kraljevine Danske do bitke pri Bornhövedu leta 1227.

### Hanseatsko mesto
Okoli leta 1200 je pristanišče postalo glavna točka odhoda kolonistov, ki so odšli na baltska ozemlja, osvojiti Livonski red in kasneje Tevtonski red. Leta 1226 je cesar Friderik II. z Reichsfreiheitsbrief povzdignil mesto v status svobodnega cesarskega mesta.
V 14. stoletju e Lübeck postal kraljica hanzeatske lige, ki je bil daleč največji in najmočnejši član te srednjeveške trgovinske organizacije. Leta 1375 je cesar Karel IV. Lübeck imenoval kot eno od petih časti cesarstva", naslov je delil z Benetkami, Rimom, Piso in Firencami.
Več konfliktov glede trgovinskih privilegijev je privedlo do boja med Lübeckom (s Hanseatsko ligo) ter Dansko in Norveško - z različnimi izidi. Medtem ko sta Lübeck in Hanseatska liga prevladala v konfliktih leta 1435 in 1512, je Lübeck izgubil, ko je postal vpleten v grofovsko  državljansko vojno, ki je na Danskem rasla od leta 1534 do leta 1536. Lübeck se je pridružil tudi pro-luteranski  Šmalkaldenski zvezi sredi leta 16. stoletja.
Moč Lübecka je po porazu v grofovski vojni počasi upadla. Mesto je ostalo nevtralno v tridesetletni vojni leta 1618-1648, vendar je kombinacija razdejanja iz devetletne vojne in nove čezatlantske usmeritve evropske trgovine povzročila, da je Hanseatska liga - in s tem Lübeck – nazadovala v pomembnosti. Vendar pa je tudi po de facto razpustitvi Hanseatske lige leta 1669, Lübeck še vedno ostal pomembno trgovsko mesto na Baltskem morju.

### Moderna doba
Franz Tunder je bil organist v Marijini cerkvi. Bilo je del tradicije te luteranske skupnosti, da bi organist prešel na dolžnost z dinastično poroko. Leta 1668 se je njegova hčerka Anna Margarethe poročila z velikim dansko-nemškim skladateljem Dieterichom Buxtehudeom, ki je bil organist v Marienkirche v Lübecku vsaj od leta 1703. Nekateri od največjih skladateljev tistega časa so prišli v cerkev, da bi slišali njegovo znano igro.
V vojni četrte koalicije proti Napoleonu so vojaki pod Bernadottejem zasedli nevtralni Lübeck po boju proti Blücherju 6. novembra 1806. V kontinentalni blokadi je Državna banka bankrotirala. Leta 1811 je francosko cesarstvo formalno priključilo Lübeck kot del Francije; anti-Napoleonski zavezniki so osvobodili območje leta 1813 in dunajski kongres leta 1815 je priznal Lübeck kot neodvisno svobodno mesto.
Pisatelj Thomas Mann je bil član družine Mann, trgovcev v Lübecku. Njegov dobro znani roman Buddenbrookovi iz leta 1901, je v Nemčiji (in kasneje po vsem svetu, prek številnih prevodov) bralce seznanjal z načinom življenja in meščansko buržoazijo Lübecka 19. stoletja.
1. aprila 1937 so nacisti sprejeli tako imenovan Groß-Hamburg-Gesetz, ki je združil mesto Lübeck s Prusijo.
Med drugo svetovno vojno (1939-1945) je Lübeck postal prvo nemško mesto, ki je utrpelo znatno bombardiranje Kraljevega vojnega letalstva (RAF). Napad 28. marca 1942 je povzročil hudo škodo zgodovinskemu središču. Ta napad je uničil tri glavne cerkve in velike dele pozidanega območja; zvonovi cerkve svete Marije so padli na kamnita tla. Nemčija je upravljala taborišče za vojne ujetnike, Oflag X-C, blizu mesta od leta 1940 do aprila 1945. Britanska druga armada je vstopila v Lübeck 2. maja 1945 in ga zasedla brez upora.
3. maja 1945 je bila ena od največjih nesreč v pomorski zgodovini v zalivu Lübeck, ko so bombniki RAF-a potopili tri ladje: SS Cap Arcona, SS Deutschland in SS Thielbek - ki niso vedeli, da so bili v njih zaporniki. Približno 7.000 ljudi je umrlo.
Prebivalstvo se je precej povečalo - od približno 150.000 leta 1939 do več kot 220.000 po vojni - zaradi priliva etničnih nemških beguncev iz komunističnega bloka iz nekdanjih vzhodnih provinc Nemčije. Lübeck je po drugi svetovni vojni postal del Schleswig-Holsteina (in posledično ostal znotraj Zahodne Nemčije). Stal je neposredno tam, kar je postala notranja nemška meja med delitvijo Nemčije v dve državi v obdobju hladne vojne. Južno od mesta je meja sledila reki Wakenitz, ki je v mnogih delih ločila Nemce za manj kot 10 m. Najsevernejši mejni prehod je bil v lübeškem okrožju Schlutup. Lübeck je v desetletjih obnovil svoj zgodovinski center mesta. Leta 1987 je UNESCO to območje uvrstil na seznam svetovne dediščine.
Lübeck je postal prizorišče pomembnega umetniškega škandala v 1950-ih. Lothar Malskat je bil najet za obnovo srednjeveških fresk v Marijini cerkvi, ki so jih odkrili, ko je bila cerkev med drugo svetovno vojno poškodovana. Namesto tega je naslikal nova dela, ki jih je opravil kot obnovo, in pretental številne strokovnjake. Malskat je kasneje sam razkril prevare. Günter Grass je ta incident opisal v svojem romanu The Rat leta 1986.
V noči na 18. januar 1996 je požar uničil dom tujih beguncev, ko je umrlo 10 ljudi in bilo hudo ranjenih več kot 30 drugih, večinoma otrok. Večina prebivalcev zatočišča je menila, da gre za rasistični napad, saj so izjavili, da so naleteli na očitno sovražnost v mestu . Policija in lokalno sodišče sta bila takrat kritizirana zaradi izključitve rasizma kot možnega razloga pred začetkom predhodnih preiskav . Toda do leta 2002 so sodišča ugotovila, da vsi vpleteni Nemci  niso krivi; storilcev niso ujeli. 
Aprila 2015 je Lübeck gostil konferenco G7. 

## Geografija
Mesto leži v severni Nemčiji ob spodnjem toku reke Trave, plovne reke, ki teče približno 17 kilometrov od starega mesta v okrožju Travemünde v Baltsko morje. Staro mesto leži na griču, otoku Werder med rekama Trave in Wakenitz. Poleg teh skozi mesto oziroma okrožje Krummesse, teče kanal Laba-Lübeck  do Trave. Mesto je večinoma na Lübeškem porečju, okoliška pokrajina pa je del gričevnate dežele Ostholsteiner, za katero je značilna pleistocenska poledenitev. Geografski položaj Trave, ki teče skozi baltski greben pred Travemündom, je spodbudil razvoj mesta kot pristanišča in upravičil hiter vzpon v severnoevropsko središče srednjega veka.

### Mestne soseske
Urbano območje Lübecka je, od prestrukturiranja po odločbi z dne 28. septembra 1972, uradno razdeljeno na deset mestnih okrožij. Te so razdeljeni na skupno 35 krajevnih skupnosti. Deset okrožij s svojimi uradnimi številkami in prebivalstvom :
- 01 Mestno jedro - Innenstadt  (okoli 13.000 prebivalcev)
- 02 St. Jürgen (okoli 43.000 prebivalcev)
- 03 Moisling (okoli 10.000 prebivalcev)
- 04 Buntekuh (okoli 11.000 prebivalcev)
- 05 St. Lawrence South (okoli 14.000 prebivalcev)
- 06 St. Lawrence North (okrog 42.000 prebivalcev)
- 07 St. Gertrud (okrog 41.000 prebivalcev)
- 08 Schlutup (okoli 6000 prebivalcev)
- 09 Kücknitz (približno 18.000 prebivalcev)
- 10 Travemünde (okoli 13.000 prebivalcev

### Poplave
Nizko ležeča območja mesta so ogrožena zaradi poplav povezanih z Baltskim morjem preko reke Trave. Na stavbi na ulici An der Obertrave na vogalu Pagonnienstraße je znak v spomin na poplavo 13. novembra 1872.

### Zavarovana območja
V mestnem območju je šest naravnih rezervatov in 13 zavarovanih območij (stanje september 2018). (Naravni rezervati , zavarovana območja )

## Demografija
V letu 2015 je mesto imelo 218.523 prebivalcev. Največje skupine etničnih manjšin so Turki, Poljaki, južni Evropejci (večinoma Grki in Italijani), Rusi, Arabci in več manjših skupin. Tako kot v drugih nemških mestih obstaja vedno večja afro-nemška skupnost. 

## Znamenitosti

### Altstadt – Staro mesto
Dne 14. decembra 1987 so bili deli srednjeveškega mestnega središča na otoku Altstadtinsel vpisani na seznam Unescove svetovne dediščine. Tako je bilo prvič v severni Evropi celotno staro mesto priznano kot območje svetovne dediščine. Ključno je bilo vzorno stanje starega mestnega jedra in prikaz srednjeveškega razvoja mest v baltski regiji, markantna je silhueta mesta s sedmimi stolpi petih glavnih cerkva in ohranjeni predindustrijski objekti. Dodatno k temu, kot še posebna funkcija, ki je bila vredna posebne zaščite, je bila površina, ki je bila izjemno produktivna za arheološke raziskave srednjeveškega mestnega življenja.
Zaščiteno območje vključuje najpomembnejše stavbe v Lübecku: stavbni kompleks mestne hiše, grajski samostan Koberg - popolnoma ohranjena četrt iz poznega 13. stoletja - z Jakobovo cerkvijo (Jakobikirche),  bolnišnico Svetega Duha in stavbne enote med ulicama Glockengießer in Aegidienstraße, četrt patricijskih hiš iz 15. in 16. stoletja med cerkvijo svetega Petra in stolnico, Holstentor, Kaisertor - mestna vrata v obzidju ob prekopu Laba-Lübeck in skladišča soli na levem bregu reke Trave.

### Ustanovitveno okrožje
Ustanovitveno okrožje Lübecka med cerkvijo svete Marije in reko Trave je osrednje območje, veliko približno 10.000 kvadratnih metrov v starem mestu Lübeck. To je eno najstarejših pozidanih območij v mestu; arheološke preiskave med letoma 2009 do 2014 so pokazale na prvi razvoj do leta 1180. To okrožje, za katerega so značilne veličastne trgovske hiše, je bilo 29. maja 1942 v letalskem bombardiranju skoraj uničeno in zgrajeno po vojni kot središče poklicnih šol. Po rušenju so bile obnovljene starejše enote območja, leta 2017 pa se je pričel nov razvoj s posameznimi stanovanjskimi stavbami, ki temeljijo na tradicionalni mestni krajini.

### Stavbe
Velik del starega mesta je ohranilo srednjeveški videz s starimi stavbami in ozkimi ulicami. Holstentor (1478) in Burgtor (1444) sta edini od štirih mestnih vrat, ki sta ostala do danes.
V starem mestnem jedru prevladuje sedem cerkvenih stolpov. Najstarejši sta stolnica in cerkev svete Marije, obe iz 13. in 14. stoletja.
Zgrajena leta 1286, je bolnica Svetega duha pri Kobergu ena najstarejših obstoječih socialnih institucij na svetu in ena najpomembnejših stavb v mestu. V delu je dom za starejše. Zgodovinske dele je mogoče obiskati.
Druge znamenitosti so:
- cerkev svete Katarine, ki spada v nekdanji samostan, zdaj Katharineum, latinska šola.
- hiša Thomasa Manna
- hiša Günterja Grassa
- cerkev svetega Lovrenca na mestu pokopališča za ljudi umrlih za kugo iz 16. stoletja.
- cerkev svetega Srca (provostova cerkev sv. Srca)
- cerkev svetega Egidija
- Salzspeicher, zgodovinska skladišča, kjer so sol dostavljali iz Lüneburga in jo pošiljali v baltska pristanišča.

Tako kot mnoga druga mesta v Nemčiji, ima Lubeck dolgo tradicijo decembrskega božičnega trga, ki prikazuje znamenite izdelke obrti in je v bolnišnici svetega Duha, na severnem koncu Königstrasse.

### Mestna hiša
Tik ob cerkvi sv. Marije je središče mesta, trg z mestno hišo. Mestna hiša ni zgrajena v slogu drugih velikih mestnih hiš, vendar je jasno kaže, da je bila od 12. stoletja dalje večkrat podaljšana. Danes so vidni arhitekturni slogi od gotike do renesanse in sodobne arhitekture iz 1950-ih. Mestna hiša je oblikovana iz opeke v renesančnem slogu z arkadami ob cesti Breiten Straße, ki so bile prenovljene leta 2005 in odprte, da bi bile privlačnejše za pešce. Preostali del trga je bil uničen med drugo svetovno vojno. Od takrat je bila zasnova trga vedno predmet živahnih razprav. Kaak, srednjeveški pranger, je nadstrešek s stojnicami so maslo, je bil ukinjen leta 1952 in obnovljen leta 1986/1987 z uporabo gotskih elementov.

### Mestno obzidje in mestna vrata
Mestna vrata so bila del mogočnega obzidja, utrdbe v obliki zvezde, ki je v 17. stoletju zamenjala starejše utrdbe v Lübecku in jih ohranjala do 19. stoletja. V muzeju Holstentor je prikazan model stanja iz 17. stoletja. 
Holstentor veljajo za najbolj znano znamenitost mesta. Danes stojijo na parku obkrožena s cesto. V muzeja Holstentor je prikazan del zgodovine mesta.
Druga ohranjena mestna vrata, Burgtor (grajska vrata), so vključena v ostanke utrdb na severnem obrobju mesta in združena v stavbni kompleks grajskega samostana. Še vedno jih uporablja cesta s severa kot pot do starega mestnega jedra.
Mühlentor, nedaleč od današnjega mosta Mühlentor nad kanalom Laba-Lübeck in Hüxtertor na današnjem Hüxterdammu, so bila porušena.
Kaisertor (cesarska vrata) v južnem delu obzidja je bila odprta v sedanji obliki šele leta 1899 ob obisku cesarja Viljema II. na otvoritvi kanala Laba-Lübeck. Prvotni stolp srednjeveške utrdbe je bil zgrajen v začetku 16. stoletja.

## Pomembne osebe
Med najbolj znanimi Lübeckčanii sta Nobelov nagrajenec Willy Brandt in Thomas Mann, pa tudi filozof Hans Blumenberg. Organist in skladatelj Dieterich Buxtehude je delal v Lübecku.

## Pobratena mesta
Lübeck je pobraten z:
| - Kotka, Finska (od 1969) - Benetke, Italija (od 1979 - friendship treaty) - Wismar, Nemčija (od 1987) - La Rochelle, Francija (od 1988) - Klaipėda, Litva (od 1990) | - Kawasaki, Kanagawa, Japonska (od 1992) - Szczecin, Poljska (od 1993) - Bergen, Norveška (od 1996) - Visby, Švedska (od 1999) - Shaoxing, Zhejiang, Kitajska (od 2003) - Spokane, Washington, ZDA (1980 - 2000) |

Lubec, Maine, najbolj vzhodno mesto v Združenih državah Amerike, je poimenovano po Lübecku.

## Zunanje povzevae
- Uradna spletna stran
- Official tourism site
- Panoramas of Lübeck
- Lovebridge Lübeck